# Merritt Wever
Merritt Carmen Wever (New York, 11 agosto 1980) è un'attrice statunitense.

## Biografia
Wever si diploma alla Laguardia High School, per entrare in seguito al Sarah Lawrence College, sempre a New York. Qui studia recitazione e appare nell'opera teatrale di Brooke Berman Smashing e in Cavedweller con Deidre O'Connell, entrambi Off-Broadway.
Wever ha recitato in diversi film, tra cui Into the Wild - Nelle terre selvagge, Neal Cassady, Michael Clayton, Contenders - Serie 7, Signs, The Adventures of Sebastian Cole, Bringing Rain e College femminile. Appare come guest star nelle serie televisive Conviction, Law & Order - I due volti della giustizia e The Wire.
Inoltre ha recitato nello sfortunato pilot televisivo di ABC intitolato 1/4life, con Rachel Blanchard, Austin Nichols e Shiri Appleby. Ha un ruolo ricorrente in Studio 60 on the Sunset Strip nel ruolo di Suzanne. Dal 2009 al 2015, è stata tra gli interpreti principali nella serie televisiva di Showtime Nurse Jackie - Terapia d'urto, nella quale ha interpretato il ruolo della neo-infermiera Zoey.

## Filmografia

### Cinema
- College femminile (The Hairy Bird), regia di Sarah Kernochan (1998)
- The Adventures of Sebastian Cole, regia di Tod Williams (1998)
- Arresting Gena, regia di Hannah Weyer (1998)
- Contenders - Serie 7 (Series 7: The Contenders), regia di Daniel Minahan (2001)
- Signs, regia di M. Night Shyamalan (2002)
- Season of Youth, regia di Eric Perlmutter (2003)
- Bringing Rain, regia di Noah Buschel (2003)
- A Hole in One, regia di Richard Ledes (2004)
- Twelve and Holding, regia di Michael Cuesta (2005)
- Michael Clayton, regia di Tony Gilroy (2007)
- Into the Wild - Nelle terre selvagge (Into the Wild), regia di Sean Penn (2007)
- Neal Cassady, regia di Noah Buschel (2007)
- Sfida senza regole (Righteous Kill), regia di Jon Avnet (2008)
- Mr. Softie, regia di Sam Lisenco (2009)
- The Missing Person, regia di Noah Buschel (2009)
- Oltre le regole - The Messenger (The Messenger), regia di Oren Moverman (2009)
- Lo stravagante mondo di Greenberg (Greenberg), regia di Noah Baumbach (2010)
- Tiny Furniture, regia di Lena Dunham (2010)
- Birdman, regia di Alejandro González Iñárritu (2014)
- Meadowland - Scomparso (Meadowland), regia di Reed Morano (2015)
- Il tuo ultimo sguardo (The Last Face), regia di Sean Penn (2016)
- L'unica (Irreplaceable You), regia di Stephanie Laing (2018)
- Benvenuti a Marwen (Welcome to Marwen), regia di Robert Zemeckis (2018)
- Charlie Says, regia di Mary Harron (2018)
- Storia di un matrimonio (Marriage Story), regia di Noah Baumbach (2019)
- Memory, regia di Michel Franco (2023)

### Televisione
- Blue River, regia di Larry Elikann – film TV (1995)
- Law & Order - I due volti della giustizia (Law & Order) – serie TV, episodi 7x18-13x01-15x19 (1997-2005)
- Law & Order: Criminal Intent – serie TV, episodio 2x07 (2002)
- The Wire – serie TV, episodio 2x10 (2003)
- Medici per la vita (Something the Lord Made), regia di Joseph Sargent – film TV (2004)
- NCIS - Unità anticrimine (NCIS) – serie TV, episodio 3x05 (2005)
- Conviction – serie TV, episodio 1x01 (2006)
- Studio 60 on the Sunset Strip – serie TV, 12 episodi (2006-2007)
- Nurse Jackie - Terapia d'urto (Nurse Jackie) – serie TV, 80 episodi (2009-2015)
- The Good Wife – serie TV, episodio 3x16 (2012)
- New Girl – serie TV, 7 episodi (2013)
- The Walking Dead – serie TV, 9 episodi (2015-2016)
- Godless – serie TV, 7 episodi (2017)
- Unbelievable, regia di Lisa Cholodenko, Michael Dinner e Susannah Grant – miniserie TV (2019)
- Run - Fuga d'amore (Run) – serie TV, 7 episodi (2020)
- Le piccole cose della vita (Tiny Beautiful Things), regia di Rachel Lee Goldenberg, Desiree Akhavan e Stacie Passon – miniserie TV (2023)
- Scissione (Severance) – serie TV, 5 episodi (2025)
- The Bombing of Pan Am 103, regia di Michael Keillor – miniserie TV, 4 puntate (2025)
- The Gilded Age – serie TV, episodio 3x04 (2025)

## Doppiatrici italiane
Nelle versioni in italiano delle opere in cui ha recitato, Merritt Wever è stata doppiata da:
- Benedetta Ponticelli ne Lo stravagante mondo di Greenberg, Benvenuti a Marwen
- Emanuela Damasio ne Il tuo ultimo sguardo, Storia di un matrimonio
- Alessia Amendola in The Walking Dead, Run - Fuga d'amore
- Francesca Rinaldi in Studio 60 on the Sunset Strip
- Rossella Acerbo in Nurse Jackie - Terapia d'urto
- Maddalena Vadacca in Le piccole cose della vita
- Francesca Guadagno in NCIS - Unità anticrimine
- Angela Brusa in Law & Order: Criminal Intent
- Valentina Mari in Contenders - Serie 7
- Domitilla D'Amico in Michael Clayton
- Francesca Fiorentini in Unbelievable
- Tatiana Dessi in Charlie Says
- Antonella Baldini in Scissione
- Daniela Calò in Birdman
- Eva Padoan ne L'unica
- Gemma Donati in Memory
- Emanuela D'Amico in The Gilded Age